# Речной проезд
Речно́й прое́зд (до 15 ноября 2005 года — проекти́руемый прое́зд № 6052) — проезд, расположенный в Юго-Восточном административном округе города Москвы на территории района Печатники.

## История
Проезд получил современное название по своему направлению к Москве-реке. До 15 ноября 2005 года назывался проекти́руемый прое́зд № 6052.

## Расположение
Речной проезд проходит от улицы Гурьянова на северо-запад в направлении Москва-реки, не доходя до Южнопортовой улицы, поворачивает на северо-восток и оканчивается, не доходя до территории электродепо «Печатники».

## Транспорт

### Наземный транспорт
По Речному проезду не проходят маршруты наземного городского общественного транспорта. У юго-восточного конца проезда, на улице Гурьянова, расположены остановки «Улица Гурьянова, д. 2» и «Почта» автобуса № 703.

### Метро
- Станции метро «Печатники» Люблинско-Дмитровской линии и «Печатники» Большой кольцевой линии (соединены переходом) — восточнее проезда, на пересечении улиц Гурьянова и Полбина с Шоссейной улицей

### Железнодорожный транспорт
- Платформа «Печатники» Курского направления МЖД — восточнее проезда, на пересечении улиц Гурьянова и Полбина с Шоссейной улицей

## Галерея
- Речной проезд, Москва